# Rouzbeh Cheshmi
Rouzbeh Cheshmi (persisk: روزبه چشمی; født 24. juli 1993) er en iransk fodboldspiller, der spiller som defensiv midtbanespiller eller midterforsvarer for Esteghlal og det iranske landshold.